# Яшин, Олег Сергеевич
Оле́г Серге́евич Я́шин (2 ноября 1968, Воскресенск, СССР) — советский хоккеист, левый нападающий. Мастер спорта СССР, победитель Кубка четырёх наций в составе юношеской сборной СССР, победитель турнира во Франции в составе Олимпийской сборной СССР (1990). Генеральный менеджер хоккейной команды "Буран".
Выступал за хоккейные команды: "Химик (Воскресенск)", "Салават Юлаев", "Сибирь". А также за хоккейные клубы США, Германии, Финляндии и Швеции.

## Биография
Родился 3 ноября1968, в городе Воскресенск. Воспитанник воскресенского «Химика». Играл за финские, немецкие, российские и белорусские клубы.
Сын, Олег — также хоккеист.